# Составное ядро
Составное ядро — теоретическая модель ядерной реакции при захвате ядром атома нейтрона, которая была разработана Нильсом Бором в 1936 году на основании исследований Энрико Ферми искусственной радиоактивности и легла в основу предложенной Яковом Френкелем капельной модели ядра. В своей революционной работе «Захват нейтрона и строение ядра» Бор написал:

Явления захвата нейтронов тем самым заставляют нас предполагать, что столкновение между быстрым нейтроном и тяжёлым ядром должно вести прежде всего к образованию сложной системы, характеризующейся замечательной устойчивостью. Возможный последующий распад этой промежуточной системы с вылетом материальной частицы или переход к конечному устойчивому состоянию с эмиссией кванта лучистой энергии следует рассматривать как самостоятельные процессы, не имеющие непосредственной связи с первой фазой соударения.

Эта теория дала одно из основных теоретических объяснений экспериментальных исследований ядерных превращений, она удовлетворительно объясняет их при энергиях бомбардирующих частиц примерно до 50 МэВ и лежит в основе современных представлений о большой части ядерных реакций.

## Простое объяснение модели

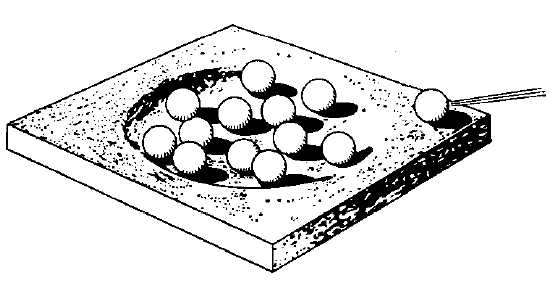
Иллюстрация Н.Бора.

Сам Бор на своей лекции в Москве в 1937 году для Академии Наук СССР неожиданно для учёных объяснял эту модель без сложных теоретических рассуждений и вовсе без формул. Вместо этого он продемонстрировал неглубокую деревянную тарелку, в которую положил стальные шарики. Тарелка изображала ядро, а шарики — содержащиеся в нём протоны и нейтроны, по наклонному жёлобу в тарелку скатывался ещё один шарик, изображающий влетающий в ядро нейтрон. Если бы в углублении не было других шариков, то вкатившийся «нейтрон» свободно перекатился через другой край и вышел таким образом из «ядра». Если же в тарелке находятся другие шарики, то скатившийся шар ударяется о какой-то из них, затем о другие, те в свою очередь сталкиваются между собой, таким образом они приходят в движение, но как правило ни у одного из них не становится достаточно кинетической энергии, чтобы перекатиться через край углубления. Таким образом «нейтрон», вошедший в «ядро», не может выйти, так как он отдал свою энергию другим частицам и она распределилась между ними.
Это очень простое объяснение и в полной мере не может объяснить всю теорию, но является хорошей иллюстрацией к самому понятию.

## Современное представление о составном ядре
Согласно теории составного ядра ядерная реакция идёт в два этапа.
В начале исходные частицы образуют промежуточное (составное) ядро за ядерное время, то есть время, необходимое для того, чтобы нейтрон пересёк ядро, примерно равное 10−23 — 10−21с. При этом составное ядро всегда образуется в возбуждённом состоянии, так как оно обладает избыточной энергией, привносимой нейтроном в ядро в виде энергии связи нейтрона в составном ядре {\displaystyle \varepsilon _{n}} и части его кинетической энергии, которая равна сумме кинетической энергии ядра-мишени с массовым числом {\displaystyle A} и нейтрона в системе центра инерции. Таким образом, в случае неподвижного ядра-мишени энергия возбуждения будет равна:
{\displaystyle E^{*}=\varepsilon _{n}+E(1-{\frac {m_{n}}{M^{*}}})\approx \varepsilon _{n}+{\frac {A}{A+1}}E=\varepsilon _{n}+E'}
Вследствие сильного взаимодействия нейтрона в ядре эта энергия возбуждения быстро распределяется почти равномерно между нуклонами, в результате чего каждый из них будет иметь энергию, гораздо меньшую энергии связи составного ядра.
На втором этапе энергия перераспределяется между нуклонами составного ядра, этот процесс весьма медленный. В итоге энергия может сконцентрироваться на одном или нескольких нуклонах, находящихся вблизи границы ядра, в результате чего этот нуклон может его покинуть. Даже учитывая малую проницаемость ядерного барьера, процесс распада составного ядра происходит за относительно большое время, примерно 10−13 — 10−16с, что значительно превосходит ядерное время.
Кроме вылета нуклонов ядро может претерпеть и другой вид распада — испускание гамма-кванта, при этом время жизни составного ядра относительно его испускания определяется электромагнитным взаимодействием и составляет для тяжёлых ядер примерно 10 −14с, что также значительно больше ядерного времени.
Способ распада не зависит от способа образования составного ядра, что может быть объяснено большим временем жизни составного ядра, оно как бы «забывает» каким способом образовалось, следовательно образование и распад составного ядра можно рассматривать как независимые события. К примеру {\displaystyle {}_{13}^{27}{\textrm {Al}}} может образоваться как составное ядро в возбуждённом состоянии в одной из следующих реакций:
{\displaystyle {}_{11}^{23}{\textrm {Na}}+{}_{2}^{4}{\textrm {He}}\rightarrow {}_{13}^{27}{\textrm {Al*}}}
{\displaystyle {}_{12}^{26}{\textrm {Mg}}+{}_{1}^{1}{\textrm {H}}\rightarrow {}_{13}^{27}{\textrm {Al*}}}
{\displaystyle {}_{13}^{26}{\textrm {Al}}+{}_{0}^{1}{\textrm {n}}\rightarrow {}_{13}^{27}{\textrm {Al*}}}
{\displaystyle {}_{13}^{27}{\textrm {Al}}+\gamma \rightarrow {}_{13}^{27}{\textrm {Al*}}}
Впоследствии, при условии одинаковой энергии возбуждения, это составное ядро может распасться путём, обратным любой из этих реакций с определённой вероятностью, не зависящей от истории возникновения этого ядра. Вероятность же образования составного ядра зависит от энергии и от сорта ядра-мишени.
Если кинетическая энергия нейтрона {\displaystyle E'} не совпадает с разностью между энергией возбуждения i-го состояния и энергией связи нейтрона, то есть:

### Ограничения по энергии
{\displaystyle E_{i}^{*}-\varepsilon _{n}\neq E'},
то вероятность образования составного ядра мала. При приближении энергии нейтрона к {\displaystyle E_{i}^{*}-\varepsilon _{n}} вероятность взаимодействия возрастает и достигает максимума при:
{\displaystyle E'=E_{i}^{*}-\varepsilon _{n}}
Такое условие называется резонансом по аналогии с известными физическими явлениями, расположение таких резонансов зависит от сорта ядра-мишени и от энергии нейтрона, что объясняется характером расположения энергетических уровней для различных ядер.

### Ограничения по спину
Другое ограничение связано со спином ядра. Каждый возбуждённый уровень характеризуется своим механическим моментом {\displaystyle J}, так же как ядро-мишень в основном состоянии имеет спин {\displaystyle I}, налетающая частица обладает спином {\displaystyle s}, а относительное движение частицы и ядра своим моментом количества движения {\displaystyle l}, которое при небольших энергиях чаще всего принимают равным нулю. Суммарный спин сталкивающихся частиц (при {\displaystyle l=0}) может быть в пределах от {\displaystyle \left|I+s\right|} до {\displaystyle \left|I-s\right|} через единицу, а если бомбардирующая частица — нуклон, то механический момент равен либо {\displaystyle I+1/2}, либо {\displaystyle \left|I-1/2\right|}.
Если спин {\displaystyle J} возбуждённого уровня составного ядра не равен ни одному из возможных значений суммарного спина сталкивающихся частиц, то образование составного ядра невозможно. Если {\displaystyle J} попадает в пределы от {\displaystyle \left|I+s\right|} до {\displaystyle \left|I-s\right|}, то образование составного ядра возможно, однако в случае равенства суммарного момента сталкивающихся частиц с {\displaystyle J}. Доля таких столкновений определяется статистическим фактором {\displaystyle g}, остальные столкновения являются потенциальным рассеянием частиц.

### Влияние чётности
Энергия связи нейтрона в составном ядре зависит от чётности числа нейтронов в нём: энергия связи чётных нейтронов выше энергии связи нечётных нейтронов, причём особенно велика энергия связи для нейтронов с магическими числами, следовательно энергия возбуждения составного ядра {\displaystyle E^{*}} с чётным (особенно магическим) числом нейтронов выше энергии возбуждения составного ядра с нечётным числом нейтронов при одинаковых кинетических энергиях нейтронов.